# Mydaus marchei
Mydaus marchei (Huet, 1887) è un carnivoro della famiglia dei Mefitidi.
Insieme al suo stretto parente delle Grandi Isole della Sonda (Mydaus javanensis), è l'unica specie di Mefitide a non essere originario delle Americhe. È noto con il nome comune di tasso delle Filippine o di Palawan.
Questa specie è intitolata all'esploratore e naturalista francese Antoine-Alfred Marche.

## Tassonomia
In passato alcuni studiosi lo ponevano in un genere a parte, Suillotaxus, ma questa classificazione è stata da tempo abbandonata.

## Descrizione
Il tasso delle Filippine è pressoché identico al tasso malese, con un mantello di colore nerastro ed una zona bianca sulla sommità del capo. È tuttavia dotato di orecchie piccole e di una coda più corta (1,5 - 4,5 cm) rispetto a quella del parente della Sonda (5 - 7,5 cm), dal quale si differenzia anche per la mancanza della striscia dorsale bianca. Le dimensioni, inoltre, sono inferiori: 32 – 46 cm rispetto ai 37,5 – 51 cm di M. javanicus.

## Distribuzione e habitat
Vive solamente su alcune isole dell'arcipelago di Palawan (la stessa Palawan, Busuanga e Calauit), situato a metà strada tra il Borneo e le Filippine. Si è evoluto circa 165.000 anni fa, quando, con l'innalzamento del livello del mare, le popolazioni di queste isole rimasero isolate dai tassi del Borneo.

## Biologia
Il tasso delle Filippine è un abitatore del sottobosco delle foreste tropicali e delle aree coltivate. È più attivo di notte, quando lascia i suoi rifugi alla ricerca di vermi ed artropodi terricoli. Se disturbato, è in grado di schizzare il liquido secreto dalle tasche anali contro l'avversario, colpendolo con precisione da una distanza superiore al metro e mezzo. Proprio per questo motivo non costituisce una preda per gli abitanti umani delle isole dove vive, ed anche cani e gatti sembrano evitarlo.